# Luftwaffenkommando Südost
Das Luftwaffenkommando Südost war eine Kommandobehörde der Luftwaffe der Wehrmacht im Zweiten Weltkrieg.

## Geschichte
Das Luftwaffenkommando Südost ging am 1. Januar 1943 aus Teilen des X. Fliegerkorps hervor. Es war anfangs der Luftflotte 2, später dem Oberkommando der Luftwaffe direkt unterstellt. Das Einsatzgebiet umfasste das östliche Mittelmeer und die Territorien des besetzten Griechenlands, des besetzten Albaniens und die besetzten Teilstaaten des damaligen Jugoslawiens, sowie der mit dem NS-Staat verbündeten Staaten Bulgarien, Kroatien, Ungarn und Rumänien. In diesem territorialen Bereich war es auf Zusammenarbeit mit dem Oberbefehlshaber Südost des Heeres festgelegt. Am 22. Oktober 1944 wurde es aufgelöst.

## Personen

### Befehlshaber
| Dienstgrad          | Name                     | von               | bis               |
| ------------------- | ------------------------ | ----------------- | ----------------- |
| Generalleutnant     | Otto Hoffmann von Waldau | 1. Januar 1943    | 17. Mai 1943 †    |
| General der Flieger | Martin Fiebig            | 22. Mai 1943      | 1. September 1943 |
| General der Flieger | Stefan Fröhlich          | 1. September 1944 | 22. Oktober 1944  |

### Chef des Stabes
| Dienstgrad | Name                               | von               | bis              |
| ---------- | ---------------------------------- | ----------------- | ---------------- |
| Oberst     | Sigismund Freiherr von Falkenstein | 1. Mai 1943       | 31. Oktober 1943 |
| Oberst     | Karl-Eduard Wilke                  | 16. November 1943 | 22. Oktober 1944 |

## Unterstellung
| Unterstellung              | von            | bis              |
| -------------------------- | -------------- | ---------------- |
| Luftflotte 2               | 1. Januar 1943 | 10. März 1943    |
| Oberkommando der Luftwaffe | 10. März 1943  | 22. Oktober 1944 |

## Unterstellte Verbände
| 10. November 1943 | X. Fliegerkorps                | Stab, I. und III./Lehrgeschwader 1; Stab, II. und III./Schlachtgeschwader 3; Stab, I. und II./Transportgeschwader 4; Stab, 2. und 4./Nahaufklärungsgruppe 2; Stab, 1. und 2./Nahaufklärungsgruppe 12; Stab, 1., 2., 3. und 4./Seeaufklärungsgruppe 126; II./Kampfgeschwader 51; 15./Kampfgeschwader 53; 5./Kampfgeschwader 100; 11./Zerstörergeschwader 26; 2./Fernaufklärungsgruppe 122; 2./Fernaufklärungsgruppe 123; 2./Seeaufklärungsgruppe 125; 1. Seetransportstaffel |
| 10. November 1943 | Fliegerführer Kroatien         | Nahaufklärungsstaffel Kroatien; Stab, 1., 2. und 3./Nachtschlachtgruppe 7 |
| 10. November 1943 | Jagdfliegerführer Rumänien     | IV./Nachtjagdgeschwader 6; III./Jagdgeschwader 77; 4./Jagdgeschwader 4; 10./Jagdgeschwader 301 |
| 10. November 1943 | Jagdfliegerführer Griechenland | III. und IV./Jagdgeschwader 27 |
| 10. November 1943 | XI. Seenotbereichskommando     | 17. Seenotkommando; 7. Seenotstaffel; 12. Seenotflottille |
| 10. November 1943 | Lufttransportführer 1          | Transportstaffel Südost |
| 10. November 1943 | 19. Flak-Division              | Flak-Regiment 38, 40, 58, 91, 201 |
| 10. November 1943 | Feldluftgau XXIX               | |
| 10. November 1943 | Feldluftgau XXX                | |